# 압데 에잘줄리
압데사마드 "압데" 에잘줄리(아랍어: عبد الصمد الزلزولي, Abdessamad "Abde" Ezzalzouli, 2001년 12월 17일 ~ )는 모로코의 축구 선수로, 현재 스페인 라리가의 레알 베티스에서 활약하고 있다. 포지션은 윙어이다.

## 클럽 경력

### 헤르쿨레스
에잘줄리는 Peña Ilicitana Raval CF, CD Pablo Iglesias, Kelme CF, Promesas Elche CF 및 CD Cultural Carrús의 청소년 아카데미에서 커리어를 시작하였다. 자신의 고향인 엘체(Elche)의 메인 클럽인 엘체 CF에서 시험을 보았으나, 아카데미에 합격하지 못하였다.
에잘줄리는 엘체 주변 지역의 클럽에서 뛰다가 2016년에 헤르쿨레스 B팀의 감독인 안토니오 모레노 도밍게스가 그에게 계약 제안을 하며 이웃 도시인 알리칸테(Hércules CF)의 주요 클럽으로 이적하게 되었다. 2019년부터는 헤르쿨레스 CF의 예비팀에서 시니어 경력을 시작하였다.

### 바르셀로나
에잘줄리는 2021년 8월 31일에 FC 바르셀로나 B로 이적하였다. 그는 2021년 10월 30일에 데포르티보 알라베스와의 1-1 라 리가 드로우 경기에서 후반 80분에 교체로 출전하여 바르셀로나의 모로코 출신 첫 선수가 되었다. 그는 이후 오사수나와의 2-2 드로우 경기에서 바르셀로나에서 첫 골을 기록하였다.

#### 오사수나로의 임대
“Abde’s game is spectacular".

2022년 9월, 그는 바르셀로나와 2026년까지 계약을 갱신하고 이후 오사수나로 임대되었다. 9월 4일 레이바올레카노와의 경기에서 81분에 교체로 출전하여 이 경기에서 승리를 가져다줄 결승 골 어시스트를 기록하며 오사수나 데뷔전을 마쳤다. 경기는 2-1 승리로 끝났다.
2023년 1월 26일 코파 델 레이 2022-23 4강에서 세비야 FC에 맞서 오사수나에서의 첫 득점을 기록했다. 경기는 2-1 승리로 끝났다. 또한 세비야 FC와 3-2로 승리한 경기에서 라 리가에서의 첫 골을 기록했다.

## 국제 경력
에잘줄리는 2020년 아랍컵 U-20에 모로코 U-20 국가대표팀으로 출전해 5경기에서 2골을 넣었다. 2021년 12월 20일, 압데사마드는 바히드 할릴호지치의 요청에 따라 2021년 아프리카 네이션스컵 모로코 대표팀 참가 초청을 거절하고 클럽 활동에 집중하기로 결정했다.
2022년 3월 17일, 에잘줄리는 2022년 FIFA 월드컵 아프리카 지역 3차 예선에서 콩고 민주공화국과 맞붙는 모로코의 26인 선수 명단에 이름을 올렸다.
2022년 9월, 에잘줄리는 모로코 축구 국가대표팀에 소집되었다. RCD 에스파뇰의 RCDE 스타디움에서 열린 칠레와의 친선 경기에서 데뷔하였으며, 이 경기는 2-0으로 모로코의 승리로 끝났다.
2022년 11월 10일, 카타르에서 개최되는 2022년 FIFA 월드컵 모로코 대표팀의 26인 선수 명단에 이름을 올렸다.
2023년 6월, 에잘줄리는 모로코에서 열리는 2023 U-23 아프리카 네이션스컵 모로코 대표팀 명단에 포함되었다. 대표팀 주장으로 선정된 그는 4경기에서 3골과 3어시스트를 기록하며 애틀라스 라이언스 팀이 첫 번째 타이틀을 차지하고 2024년 하계 올림픽에 진출하게 되었다.